# Gustav Tschermak

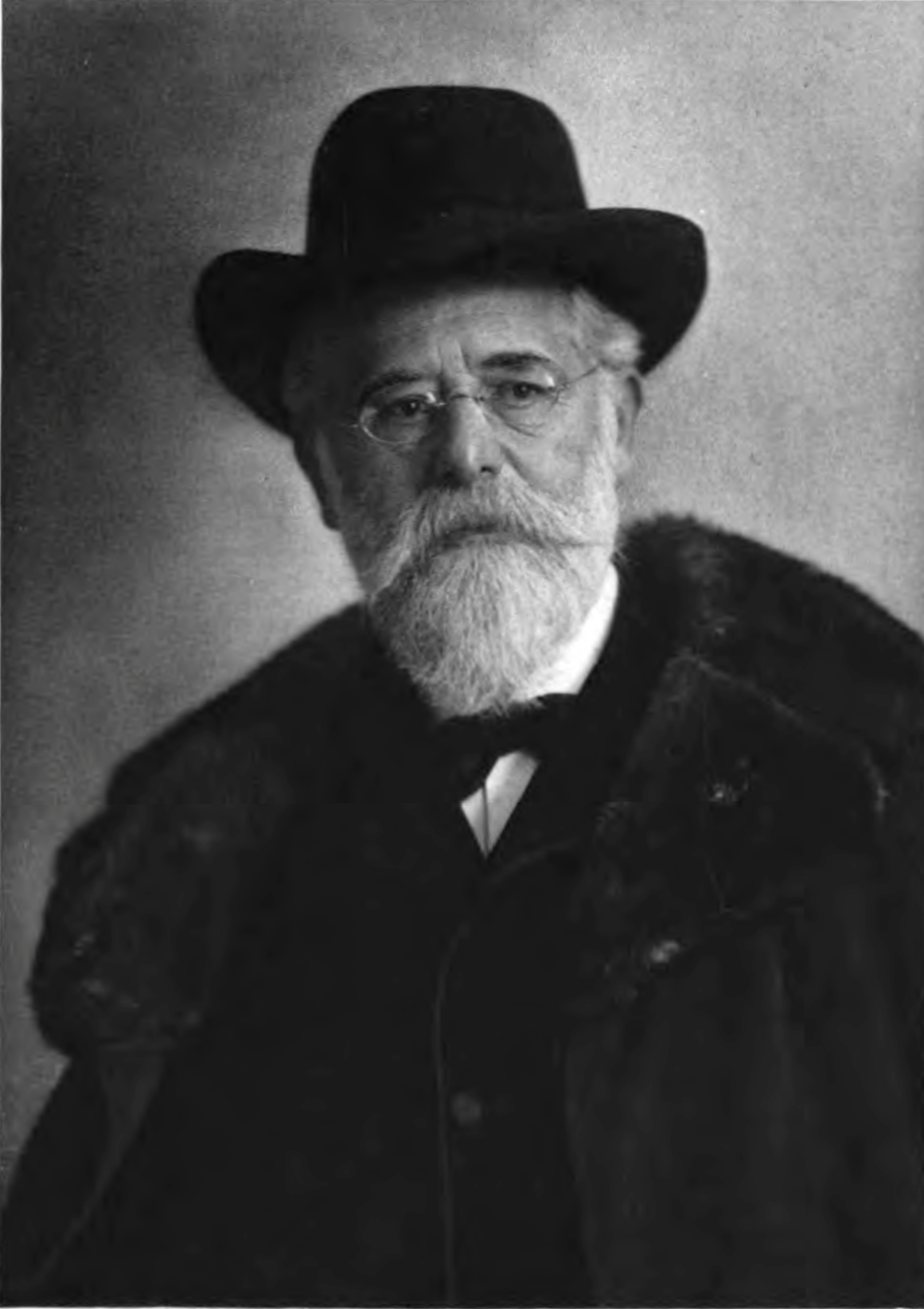
Gustav Tschermak (Photographie von Charlotte Mandl, 1906)

Gustav Tschermak, seit 1906 Tschermak Edler von Seysenegg (* 19. April 1836 in Littau, Mähren; † 4. Mai 1927 in Wien) war ein österreichischer Mineraloge.

## Leben

### Herkunft
Gustav Tschermak, der Sohn von Ignaz Markus Czermak (1791–1864), besuchte 1848 das Gymnasium in Olmütz, wo er schon früh begann, sich politisch zu betätigen und einen Verein zur Pflege der deutschen Sprache gründete. Von dieser Zeit an schrieb er seinen Familiennamen nach der heute üblichen Schreibweise Tschermak.

### Studium und akademische Laufbahn
Im Jahr 1856 begann er an der Universität Wien zu studieren. Hier waren vor allem die beiden Professoren Josef Redtenbacher in Chemie und Eduard Fenzl in Botanik, der später sein Schwiegervater wurde, die wichtigsten Lehrer, während er sich die geologischen Kenntnisse hauptsächlich autodidaktisch aneignete. Vor allem die beiden Lehrer Karl Schwippel (1821–1911), Geologe, und Julius Schmidt, Astronom, bestimmten sein weiteres Interesse an der Geologie.
Tschermak war ab 1868 Professor in Wien. Seine Forschungsgebiete waren die Chemie der Silikatminerale und Meteoriten. 1864 entdeckte er das Prinzip des isomorphen Ersatzes. Er begründete 1871 die Zeitschrift Mineralogische Mittheilungen (Erscheinungsverlauf 1871/72–1877, fortgeführt als Mineralogische und petrographische Mittheilungen: Neue Folge) und war von 1893 bis 1894 Rektor der Universität Wien. Sein Lehrstuhlnachfolger wurde 1907 Cornelio August Doelter.

### Auszeichnungen
Seit 1870 war Gustav Tschermak korrespondierendes Mitglied der Bayerischen, seit 1881 der Preußischen Akademie der Wissenschaften und seit 1897 der Académie des sciences.
In Anerkennung seiner wissenschaftlichen Leistungen wurde Gustav Tschermak durch Kaiser Franz Joseph I. mit dem Prädikat „Edler von Seysenegg“ in den österreichischen erblichen Adelsstand erhoben. Die entsprechende Allerhöchste Entschließung erfolgte am 17. November 1906, die Ausfertigung des Adelsdiploms am 21. Jänner 1907. Das gleichzeitig verliehene Wappen war: In von Rot und Gold schräglinks geteiltem Schild ein aufgerichteter, farbgewechselter rotbezungter Löwe, der in den Vorderpranken ein an beiden Enden zugespitztes sechsseitiges Prisma pfahlweise hält. Als Helmzier der Löwe mit dem Prisma wachsend, die Helmdecken rot-golden. Prädikat und Wappen erinnern an die ausgestorbene Familie der Föntzl von Baumgarten und Seysenburg, die am 28. Juni 1549 einen Wappenbrief sowie am 26. Mai 1566 den Adelsstand erhalten hatte und von welcher Tschermnaks Schwiegervater Eduard Fenzl abstammte.
Als Gründungsmitglied der Mineralogischen Gesellschaft war Tschermak von Seysenegg deren erster Präsident und wurde 1907 zum Ehrenmitglied und 1911 zum Ehrenpräsidenten ernannt.
1912 wurde er Ehrenmitglied der Russischen Akademie der Wissenschaften in St. Petersburg.

### Familie

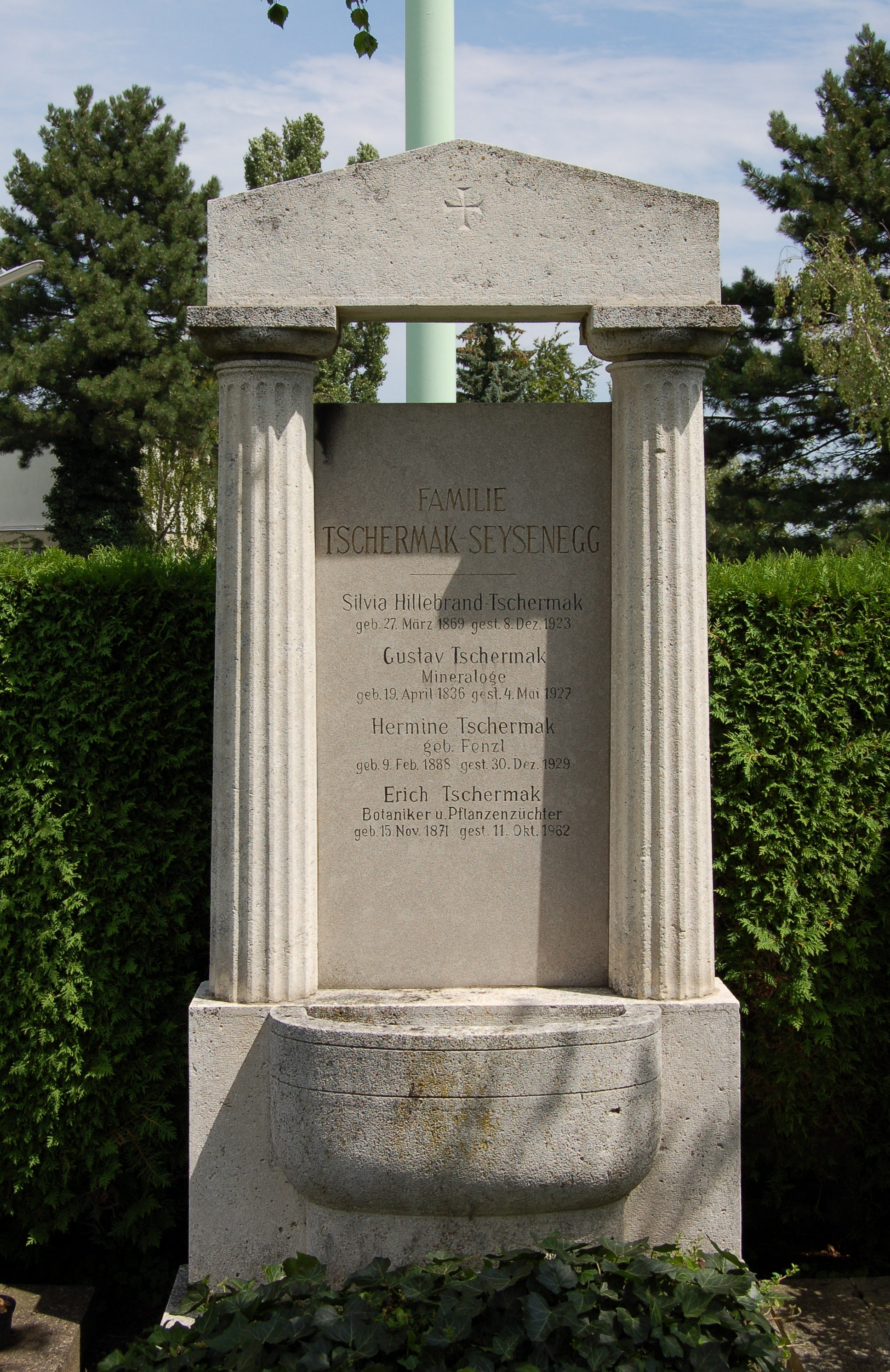
Tschermak-Seyseneggs Grab in Wien

Gustav Tschermak war in zweiter Ehe seit 1867 mit einer Tochter des Botanikers Eduard Fenzl verheiratet. Ihre Söhne sind der Physiologe Armin Tschermak-Seysenegg (1870–1952) sowie der Botaniker und Pflanzenzüchter Erich Tschermak-Seysenegg (1871–1962).
Gustav Tschermak von Seysenegg ruht in einem ehrenhalber gewidmeten Grab auf dem Döblinger Friedhof (Gruppe MO, Nummer 90) in Wien, in dem auch sein Sohn Erich  beigesetzt ist.

## Publikationen
- Die mikroskopische Beschaffenheit der Meteoriten – Stuttgart, E. Schweizerbart’sche Verlagshandlung (1885). – Engl. Übersetzung: „The Microscopic Properties of Meteorites“ von John A. Wood und E. Mathilde Wood, Smithsonian Institution, Washington D.C. (1964)
- „Lehrbuch der Mineralogie“ – Wien, Hölder 1884 (9. Aufl. 1923)
- Lehrbuch der Mineralogie: mit 836 Original-Abb. u. 2 Farbendrucktaf. – 5. Aufl. – Wien: Hölder, 1897. Digitalisierte Ausgabe der Universitäts- und Landesbibliothek Düsseldorf

## Würdigungen
- Im Jahr 1935 wurde die Gustav-Tschermak-Gasse nach ihm benannt, die durch die Wiener Bezirke Döbling (19. Bezirk) und Währing (18. Bezirk) verläuft.
- Nach ihm wurde das Mineral Tschermakit benannt.[3]